# La Voix de la conscience
La Voix de la conscience è un cortometraggio del 1906 diretto da Albert Capellani. Prodotto e distribuito dalla Pathé Frères, il film era stato sceneggiato da André Heuzé.

## Trama
Un vecchio sposa una giovane donna, la quale lo tradiva con un uomo che era suo amico. Un giorno li sorprese abbracciati l'un con l'altro ed allora il vecchio colpì l'amico facendolo cadere quasi paralizzato su di una poltrona, ma l'amico in un balzo si rialzò, tirò fuori una pistola che aveva e gli sparò e lo uccise. L'amico ossessionato per il gesto che ha fatto si rivede di continuo davanti agli occhi la vittima.

## Fonti[1]
- Henri Bousquet: Soggetto nel Supplemento di febbraio 1906
- Susan Dalton: Pathé Films. New York: Pathé Cinematograph Co., aprile 1906, p. 023
- Fratelli Pathé: I film di Produzione Pathé (1896-1914), Volume 1, p 161-162
- Catalogo, Pathé Brothers Films, Barcellona, 1907, p 114
- Film dei fratelli Pathé. Parigi: Pathé, 1907., p. 191-192
- Henri Bousquet, Catalogo Pathé degli anni 1896-1914
- Bures-sur-Yvette, Edizioni Henri Bousquet, 1994-2004

## Proiezioni[1]
1. Cinema del mondo, Circo, Rouen, dal 5 all'11.10.1906
2. Empresa Fontenelle e Cia, Teatrinho Iracema, Fortaleza (Brasile), dal 7.6 al 25.8.1908